# Inga bollandii
Inga bollandii é uma espécie vegetal da família Fabaceae.
Árvore encontrada em florestas de altitude, entre 900 e 1.000 metros.
A presença confirmada no Estado do Ceará e presença incerta no Estado de Sergipe, no Brasil.
A espécie encontrada em uma coleção na cidade do Rio de Janeiro é suspeita de ser mal identificada.